# Ancien couvent des Récollets de Tournus
L'ancien couvent des Récollets de Tournus est un ancien couvent construit au sud de la ville de Tournus, en Saône-et-Loire.

## Historique
Un hospice Saint-Jean se trouvait au sud des murailles de la ville de Tournus à compter du IXe siècle. Il devient Hôtel-Dieu au XIVe et XVe siècles. Une communauté de vingt moines Récollets s'y installe le 8 septembre 1613. Ils construisent de nouveaux bâtiments et notamment une église. En 1791, les six Récollets encore présents décident de retourner à la vie civile. Les bâtiments sont vendus comme biens nationaux. Certains bâtiments sont démolis pour récupérer les pierres, d'autres sont loués. Un magasin de marchand de vin s'installe dans l'église. Aux XIXe et XXe siècles, le site est utilisé à des fins industrielles ou de stockage. En 1992, le site est réorganisé est un centre commercial s'installe.

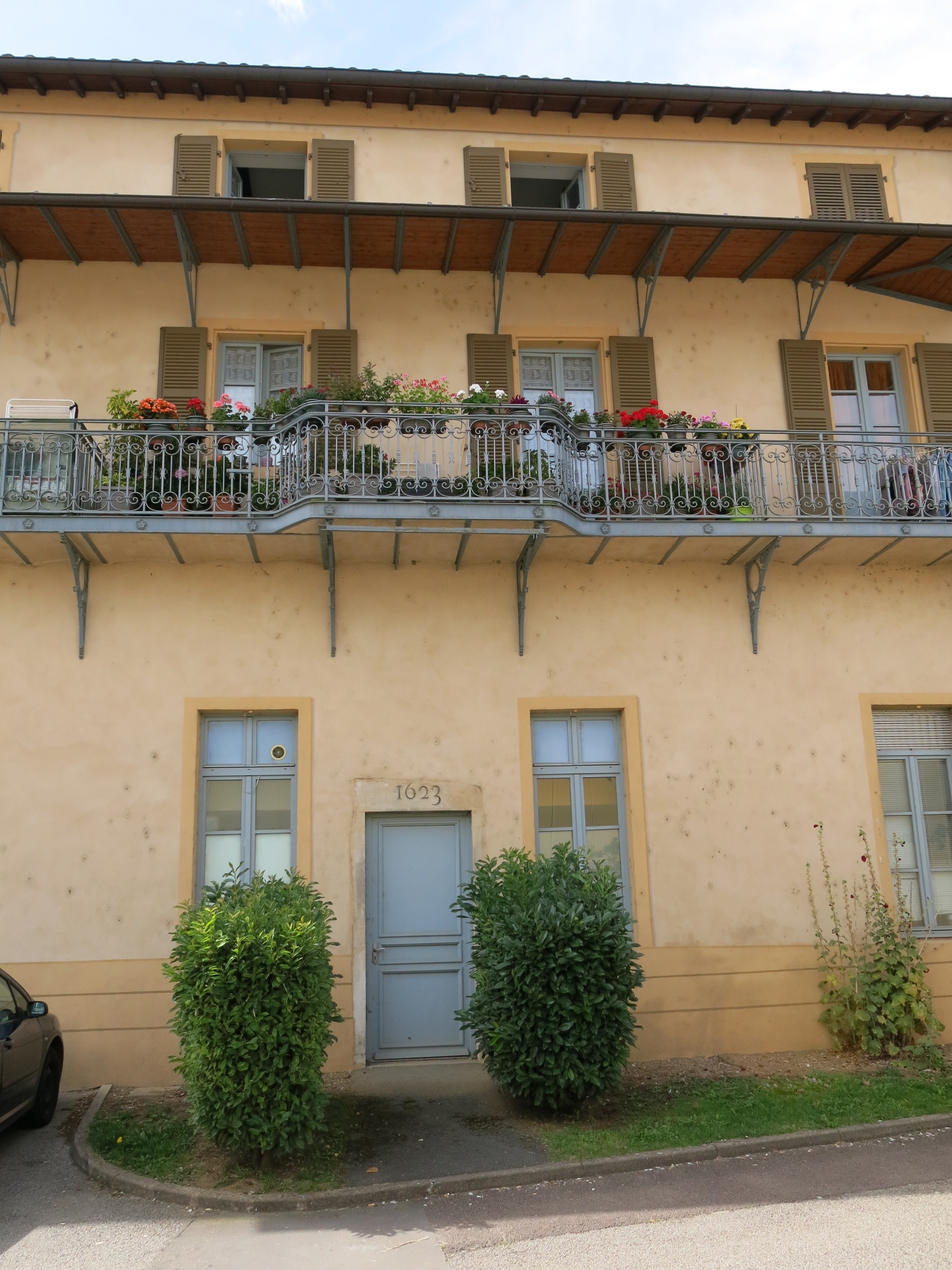
Le mur est avec la date de 1623.

## Les restes aujourd'hui
À l'heure actuelle, il reste une partie de l'église transformée en pharmacie. Ainsi que des bâtiments, notamment ceux qui à l'est portent la date de 1623.
Le parking du centre commercial actuel correspond à l'ancien cloître. Il est entouré de restes de murs.